# Galium talaveranum
Galium talaveranum là một loài thực vật có hoa trong họ Thiến thảo. Loài này được Ortega Oliv. & Devesa mô tả khoa học đầu tiên năm 2003.